# Bomsjön (Vilhelmina socken, Lappland)
Bomsjön är en sjö i Vilhelmina kommun i Lappland och ingår i Ångermanälvens huvudavrinningsområde. Sjön har en area på 4,22 kvadratkilometer och ligger 409 meter över havet. Sjön avvattnas av vattendraget Bomsjöbäcken.

## Delavrinningsområde
Bomsjön ingår i det delavrinningsområde (716842-156004) som SMHI kallar för Utloppet av Bomsjön. Medelhöjden är 429 meter över havet och ytan är 12,86 kvadratkilometer. Det finns inga avrinningsområden uppströms utan avrinningsområdet är högsta punkten. Bomsjöbäcken som avvattnar avrinningsområdet har biflödesordning 4, vilket innebär att vattnet flödar genom totalt 4 vattendrag innan det når havet efter 321 kilometer. Avrinningsområdet består mestadels av skog (60 procent). Avrinningsområdet har 4,28 kvadratkilometer vattenytor vilket ger det en sjöprocent på 33,2 procent.